# شاهدخت یوژنی یورک
شاهدخت یوژنی یورک (‎/ˈjuːʒəni/‎ یو-ژن-ی; یوژنی ویکتوریا هلنا؛ زادهٔ ۲۳ مارس ۱۹۹۰) از اعضای خانوادهٔ سلطنتی بریتانیا است. او دختر کوچک‌تر شاهزاده اندرو، دوک یورک و سارا، دوشس یورک است. بدین ترتیب، او در لیست سلطنت بریتانیا و قلمروهای همسود نفر یازدهم و پنجمین شخص مؤنث است. وی در ۱۲ اکتبر ۲۰۱۸ با جک بروکسبنک ازدواج کرد.